# Dirka po Franciji 2021
Dirka po Franciji 2021 je 108. dirka po Franciji, eden izmed treh dirk Grand Tour. Prvotno je bil začetek načrtovan za dansko prestolnico Kopenhagen, a je bil začetek turneje 2021 (znane kot Grand Depart) zaradi pandemije COVID-19 premeščen v Brest. Kopenhagen naj bi tudi sicer gostil štiri tekme UEFA Euro 2020, a je bil tudi ta dogodek zaradi pandemije prestavljen na leto 2021. Tur je bil prvotno načrtovan v terminu od 2. do 25. julija 2021, vendar je bil premaknjen na termin od 26. junija do 18. julija 2021, da bi se izognili prestavljenim poletnim olimpijskim igram 2020. To bi bila sicer prva priložnost, ko bi Tour de France obiskal Dansko. Danska bo tako začetek dirke gostila leta 2022.

## Potek dirke
Christian Prudhomme je 1. novembra 2020 na francoski televiziji Stade 2 napovedal traso dirke po Franciji. Na dirki bo prevoženih 3414 kilometrov, najdaljša etapa bo dolga 249,1 kilometer, kar bo najdlje po Tour de Francu leta 2000.

## Ekipe
Na Tour de Francu sodeluje 23 ekip. Vseh 19 UCI WorldTeams ima pravico in dolžnost, da se dirke udeležijo, pridružile pa so se jim tudi štiri drugorazredne ekipe UTI ProTeams. Najuspešnejša UCI ProTeam ekipa iz leta 2020 je bila samodejno povabljena, ostale tri ekipe pa je izbrala Amaury Sport Organization (ASO), ki je tudi organizator turneje. Seznam ekip je bil razglašen 4. februarja 2021.

## Favoriti pred dirko
Pred dirko so mnogi strokovnjaki Tadeja Pogačarja (UAE) in Primoža Rogliča (TJV) videli kot glavna favorita za zmago v splošni razvrstitvi. Njuni najbližji konkurenti naj bi bili trio kolesarjev Geraint Thomas, Richard Carapaz in Richie Porte, ekipe Ineos Grenadirjev.
Pogačar je aktualni branilec naslova in je na dirko prišel z uspešno sezono; zmagal je v skupni razvrstitvi na Tirreno-Adriatico in dirko po Sloveniji, na turneji po Baskiji je zasedel tretje mesto in osvojil svoj prvo klasiko na dirki Liège – Bastogne – Liège. Potem ko je Roglič leta 2020 končal kot podprvak Toura, je Roglič še naprej branil svoj skupni naslov na Vuelti. Leta 2021 je Roglič po padcu osvojil petnajsto mesto na dirki Pariz-Nica, preden je zmagal v splošni uvrstitvi na turneji po Baskiji. Thomas, prvak Toura 2018, je zmagal na dirki po Romandiji, preden je v skupnem seštevku Critérium du Dauphiné, ki ga je osvojil njegov moštveni kolega Porte končal na tretjem mestu. Njun soigralec Carapaz, prvak Giro d'Italia 2019, je zmagal na dirki po Švici.

## Etape
| Etapa          | Datum          | Štart/Cilj                                  | Razdalja    | Tip         | Tip             | Zmagovalec                 |
| -------------- | -------------- | ------------------------------------------- | ----------- | ----------- | --------------- | -------------------------- |
| 1              | 26. junij      | Brest — Landerneau                          | 197,8 km    |             | Hribovita etapa | Julian Alaphilippe (FRA)   |
| 2              | 27. junij      | Perros-Guirec — Mûr-de-Bretagne (Guerlédan) | 183,5 km    |             | Hribovita etapa | Mathieu van der Poel (NED) |
| 3              | 28. junij      | Lorient — Pontivy                           | 182,9 km    |             | Ravninska etapa | Tim Merlier (BEL)          |
| 4              | 29. junij      | Redon — Fougères                            | 150,4 km    |             | Ravninska etapa | Mark Cavendish (GBR)       |
| 5              | 30. junij      | Changé — Laval                              | 27,2 km     |             | Kronometer      | Tadej Pogačar (SLO)        |
| 6              | 1. julij       | Tours — Châteauroux                         | 160,6 km    |             | Ravninska etapa | Mark Cavendish (GBR)       |
| 7              | 2. julij       | Vierzon — Le Creusot                        | 249,1 km    |             | Hribovita etapa | Matej Mohorič (SLO)        |
| 8              | 3. julij       | Oyonnax — Le Grand-Bornand                  | 150,8 km    |             | Gorska etapa    | Dylan Teuns (BEL)          |
| 9              | 4. julij       | Cluses — Tignes                             | 144,9 km    |             | Gorska etapa    | Ben O'Connor (AUS)         |
|                | 5. julij       | Tignes                                      | Dan počitka | Dan počitka | Dan počitka     | Dan počitka                |
| 10             | 6. julij       | Albertville — Valence                       | 190,7 km    |             | Ravninska etapa | Mark Cavendish (GBR)       |
| 11             | 7. julij       | Sorgues — Malaucène                         | 198,9 km    |             | Gorska etapa    | Wout van Aert (BEL)        |
| 12             | 8. julij       | Saint-Paul-Trois-Châteaux — Nîmes           | 159,4 km    |             | Ravninska etapa | Nils Politt (GER)          |
| 13             | 9. julij       | Nîmes — Carcassonne                         | 219,9 km    |             | Ravninska etapa | Mark Cavendish (GBR)       |
| 14             | 10. julij      | Carcassonne — Quillan                       | 183,7 km    |             | Hribovita etapa | Bauke Mollema (NED)        |
| 15             | 11. julij      | Céret — Andorra la Vella (Andorra)          | 191,3 km    |             | Gorska etapa    | Sepp Kuss (USA)            |
|                | 12. julij      | Andorra la Vella (Andorra)                  | Dan počitka | Dan počitka | Dan počitka     | Dan počitka                |
| 16             | 13. julij      | El Pas de la Casa (Andorra) — Saint-Gaudens | 169 km      |             | Hribovita etapa | Patrick Konrad (AUT)       |
| 17             | 14. julij      | Muret — Saint-Lary-Soulan (Col de Portet)   | 178,4 km    |             | Gorska etapa    | Tadej Pogačar (SLO)        |
| 18             | 15. julij      | Pau — Luz Ardiden                           | 129,7 km    |             | Gorska etapa    | Tadej Pogačar (SLO)        |
| 19             | 16. julij      | Mourenx — Libourne                          | 207 km      |             | Ravninska etapa | Matej Mohorič (SLO)        |
| 20             | 17. julij      | Libourne — Saint-Émilion                    | 30,8 km     |             | Kronometer      | Wout van Aert (BEL)        |
| 21             | 18. julij      | Cha—u — Paris (Elizejske poljane)           | 108,4 km    |             | Ravninska etapa | Wout van Aert (BEL)        |
| Skupna dolžina | Skupna dolžina | Skupna dolžina                              | 3414,4 km   | 3414,4 km   | 3414,4 km       | 3414,4 km                  |

## Razvrstitev po posameznih klasifikacijah
| Etapa          | Zmagovalec           | - Generalna klasifikacija | - Točkovna klasifikacija | - Gorska klasifikacija | - Najboljši mladi kolesar | - Ekipna klasifikacija  | - Rdeča številka       |
| -------------- | -------------------- | ------------------------- | ------------------------ | ---------------------- | ------------------------- | ----------------------- | ---------------------- |
| 1              | Julian Alaphilippe   | Julian Alaphilippe        | Julian Alaphilippe       | Ide Schelling          | Tadej Pogačar             | Team Jumbo–Visma        | Ide Schelling          |
| 2              | Mathieu van der Poel | Mathieu van der Poel      | Julian Alaphilippe       | Mathieu van der Poel   | Tadej Pogačar             | Team Jumbo–Visma        | Edward Theuns          |
| 3              | Tim Merlier          | Mathieu van der Poel      | Julian Alaphilippe       | Ide Schelling          | Tadej Pogačar             | Team Bahrain Victorius  | Michael Schär          |
| 4              | Mark Cavendish       | Mathieu van der Poel      | Mark Cavendish           | Ide Schelling          | Tadej Pogačar             | Team Bahrain Victorius  | Brent Van Moer         |
| 5              | Tadej Pogačar        | Mathieu van der Poel      | Mark Cavendish           | Ide Schelling          | Tadej Pogačar             | Team Jumbo–Visma        | brez podelitve naslova |
| 6              | Mark Cavendish       | Mathieu van der Poel      | Mark Cavendish           | Ide Schelling          | Tadej Pogačar             | Team Jumbo–Visma        | Greg Van Avermaet      |
| 7              | Matej Mohorič        | Mathieu van der Poel      | Mark Cavendish           | Matej Mohorič          | Tadej Pogačar             | Team Jumbo–Visma        | Matej Mohorič          |
| 8              | Dylan Teuns          | Tadej Pogačar             | Mark Cavendish           | Wout Poels             | Tadej Pogačar             | Team Bahrain Victorious | Wout Poels             |
| 9              | Ben O'Connor         | Tadej Pogačar             | Mark Cavendish           | Nairo Quintana         | Tadej Pogačar             | Team Bahrain Victorious | Ben O'Connor           |
| 10             | Mark Cavendish       | Tadej Pogačar             | Mark Cavendish           | Nairo Quintana         | Tadej Pogačar             | Team Bahrain Victorious | Hugo Houle             |
| 11             | Wout van Aert        | Tadej Pogačar             | Mark Cavendish           | Nairo Quintana         | Tadej Pogačar             | Team Bahrain Victorious | Kenny Elissonde        |
| 12             | Nils Politt          | Tadej Pogačar             | Mark Cavendish           | Nairo Quintana         | Tadej Pogačar             | Team Bahrain Victorious | Nils Politt            |
| 13             | Mark Cavendish       | Tadej Pogačar             | Mark Cavendish           | Nairo Quintana         | Tadej Pogačar             | Team Bahrain Victorious | Quentin Pacher         |
| 14             | Bauke Mollema        | Tadej Pogačar             | Mark Cavendish           | Michael Woods          | Tadej Pogačar             | Team Bahrain Victorious | Bauke Mollema          |
| 15             | Sepp Kuss            | Tadej Pogačar             | Mark Cavendish           | Wout Poels             | Tadej Pogačar             | Team Bahrain Victorious | Wout van Aert          |
| 16             | Patrick Konrad       | Tadej Pogačar             | Mark Cavendish           | Wout Poels             | Tadej Pogačar             | Team Bahrain Victorious | Patrick Konrad         |
| 17             | Tadej Pogačar        | Tadej Pogačar             | Mark Cavendish           | Wout Poels             | Tadej Pogačar             | Team Bahrain Victorious | Anthony Perez          |
| 18             | Tadej Pogačar        | Tadej Pogačar             | Mark Cavendish           | Tadej Pogačar          | Tadej Pogačar             | Team Bahrain Victorious | David Gaudu            |
| 19             | Matej Mohorič        | Tadej Pogačar             | Mark Cavendish           | Tadej Pogačar          | Tadej Pogačar             | Team Bahrain Victorious | Matej Mohorič          |
| 20             | Wout van Aert        | Tadej Pogačar             | Mark Cavendish           | Tadej Pogačar          | Tadej Pogačar             | Team Bahrain Victorious | brez podelitve naslova |
| 21             | Wout van Aert        | Tadej Pogačar             | Mark Cavendish           | Tadej Pogačar          | Tadej Pogačar             | Team Bahrain Victorious | brez podelitve naslova |
| Končni nosilec |                      |                           |                          |                        |                           |                         |                        |

## Končna razvrstitev
| Legend                                   | Legend                                   | Legend                                | Legend                                     |
| ---------------------------------------- | ---------------------------------------- | ------------------------------------- | ------------------------------------------ |
| A yellow jersey.                         | Predstavlja vodilnega v skupnem seštevku | A white jersey with red polka dots.   | Predstavlja vodilnega v gorski razvrstitvi |
| A green jersey.                          | Predstavlja vodilnega po točkah          | A white jersey.                       | Predstavlja najboljšega mladega kolesarja  |
| A white jersey with a yellow number bib. | Predstavlja vodilnega najboljše ekipe    | A white jersey with a red number bib. | Predstavlja najbolj borbenega kolesarja    |

### Rumena majica
| Poz | Kolesar                | Ekipa                   | Čas         |
| --- | ---------------------- | ----------------------- | ----------- |
| 1   | Tadej Pogačar (SLO)    | UAE Team Emirates       | 82h 56' 36" |
| 2   | Jonas Vingegaard (DEN) | Team Jumbo–Visma        | + 5' 20"    |
| 3   | Richard Carapaz (ECU)  | Ineos Grenadiers        | + 7' 03"    |
| 4   | Ben O'Connor (AUS)     | AG2R Citroën Team       | + 10' 02"   |
| 5   | Wilco Kelderman (NED)  | Bora–Hansgrohe          | + 10' 13"   |
| 6   | Enric Mas (ESP)        | Movistar Team           | + 11' 43"   |
| 7   | Aleksej Lucenko (KAZ)  | Astana–Premier Tech     | + 12' 23"   |
| 8   | Guillaume Martin (FRA) | Cofidis                 | + 15' 33"   |
| 9   | Pello Bilbao (ESP)     | Team Bahrain Victorious | + 16' 04"   |
| 10  | Rigoberto Urán (COL)   | EF Education–Nippo      | + 18' 34"   |

| Skupna razvrstitev kolesarjev (11–141) | Skupna razvrstitev kolesarjev (11–141) | Skupna razvrstitev kolesarjev (11–141) | Skupna razvrstitev kolesarjev (11–141) |
| Poz                                    | Kolesar                                | Ekipa                                  | Čas                                    |
| -------------------------------------- | -------------------------------------- | -------------------------------------- | -------------------------------------- |
| 11                                     | David Gaudu (FRA)                      | Groupama–FDJ                           | + 21' 50"                              |
| 12                                     | Mattia Cattaneo (ITA)                  | Deceuninck–Quick-Step                  | + 24' 58"                              |
| 13                                     | Esteban Chaves (COL)                   | Team BikeExchange                      | + 37' 48"                              |
| 14                                     | Louis Meintjes (RSA)                   | Intermarché–Wanty–Gobert Matériaux     | + 38' 09"                              |
| 15                                     | Aurélien Paret-Peintre (FRA)           | AG2R Citroën Team                      | + 39' 09"                              |
| 16                                     | Wout Poels (NED)                       | Team Bahrain Victorious                | + 50' 35"                              |
| 17                                     | Dylan Teuns (BEL)                      | Team Bahrain Victorious                | + 51' 40"                              |
| 18                                     | Ruben Guerreiro (POR)                  | EF Education–Nippo                     | + 54' 10"                              |
| 19                                     | Wout van Aert (BEL)                    | Team Jumbo–Visma                       | + 57' 02"                              |
| 20                                     | Bauke Mollema (NED)                    | Trek–Segafredo                         | + 1h 02' 18"                           |
| 21                                     | Sergio Henao (COL)                     | Team Qhubeka NextHash                  | + 1h 03' 12"                           |
| 22                                     | Franck Bonnamour (FRA)                 | B&B Hotels p/b KTM                     | + 1h 04' 35"                           |
| 23                                     | Jonathan Castroviejo (ESP)             | Ineos Grenadiers                       | + 1h 06' 20"                           |
| 24                                     | Alejandro Valverde (ESP)               | Movistar Team                          | + 1h 07' 50"                           |
| 25                                     | Sergio Higuita (COL)                   | EF Education–Nippo                     | + 1h 09' 16"                           |
| 26                                     | Ion Izagirre (ESP)                     | Astana–Premier Tech                    | + 1h 23' 39"                           |
| 27                                     | Patrick Konrad (AUT)                   | Bora–Hansgrohe                         | + 1h 27' 06"                           |
| 28                                     | Nairo Quintana (COL)                   | Arkéa–Samsic                           | + 1h 33' 11"                           |
| 29                                     | Xandro Meurisse (BEL)                  | Alpecin–Fenix                          | + 1h 40' 48"                           |
| 30                                     | Julian Alaphilippe (FRA)               | Deceuninck–Quick-Step                  | + 1h 43' 06"                           |
| 31                                     | Matej Mohorič (SLO)                    | Team Bahrain Victorious                | + 1h 50' 04"                           |
| 32                                     | Sepp Kuss (USA)                        | Team Jumbo–Visma                       | + 1h 50' 04"                           |
| 33                                     | Emanuel Buchmann (GER)                 | Bora–Hansgrohe                         | + 1h 51' 05"                           |
| 34                                     | Rafał Majka (POL)                      | UAE Team Emirates                      | + 1h 54' 04"                           |
| 35                                     | Quentin Pacher (FRA)                   | B&B Hotels p/b KTM                     | + 1h 55' 34"                           |
| 36                                     | Kenny Elissonde (FRA)                  | Trek–Segafredo                         | + 1h 56' 33"                           |
| 37                                     | Julien Bernard (FRA)                   | Trek–Segafredo                         | + 2h 03' 32"                           |
| 38                                     | Richie Porte (AUS)                     | Ineos Grenadiers                       | + 2h 06' 39"                           |
| 39                                     | Jasper Stuyven (BEL)                   | Trek–Segafredo                         | + 2h 07' 39"                           |
| 40                                     | Dan Martin (IRL)                       | Israel Start-Up Nation                 | + 2h 09' 35"                           |
| 41                                     | Geraint Thomas (GBR)                   | Ineos Grenadiers                       | + 2h 11' 37"                           |
| 42                                     | Valentin Madouas (FRA)                 | Groupama–FDJ                           | + 2h 11' 39"                           |
| 43                                     | Neilson Powless (USA)                  | EF Education–Nippo                     | + 2h 13' 33"                           |
| 44                                     | Davide Formolo (ITA)                   | UAE Team Emirates                      | + 2h 15' 56"                           |
| 45                                     | Mark Donovan (GBR)                     | Team DSM                               | + 2h 17' 40"                           |
| 46                                     | Cristián Rodríguez (ESP)               | Team TotalEnergies                     | + 2h 19' 31"                           |
| 47                                     | Pierre Latour (FRA)                    | Team TotalEnergies                     | + 2h 19' 36"                           |
| 48                                     | Jan Bakelants (BEL)                    | Intermarché–Wanty–Gobert Matériaux     | + 2h 21' 30"                           |
| 49                                     | Stefan Küng (SUI)                      | Groupama–FDJ                           | + 2h 22' 03"                           |
| 50                                     | Nils Politt (GER)                      | Bora–Hansgrohe                         | + 2h 22' 44"                           |
| 51                                     | Pierre Rolland (FRA)                   | B&B Hotels p/b KTM                     | + 2h 23' 11"                           |
| 52                                     | Sonny Colbrelli (ITA)                  | Team Bahrain Victorious                | + 2h 24' 39"                           |
| 53                                     | Michael Valgren (DEN)                  | EF Education–Nippo                     | + 2h 26' 16"                           |
| 54                                     | Dylan van Baarle (NED)                 | Ineos Grenadiers                       | + 2h 27' 07"                           |
| 55                                     | Jonas Rutsch (GER)                     | EF Education–Nippo                     | + 2h 29' 33"                           |
| 56                                     | Magnus Cort (DEN)                      | EF Education–Nippo                     | + 2h 30' 23"                           |
| 57                                     | Omar Fraile (ESP)                      | Astana–Premier Tech                    | + 2h 31' 14"                           |
| 58                                     | Michael Schär (SUI)                    | AG2R Citroën Team                      | + 2h 35' 18"                           |
| 59                                     | Silvan Dillier (SUI)                   | Alpecin–Fenix                          | + 2h 35' 43"                           |
| 60                                     | Tao Geoghegan Hart (GBR)               | Ineos Grenadiers                       | + 2h 37' 02"                           |
| 61                                     | Élie Gesbert (FRA)                     | Arkéa–Samsic                           | + 2h 38' 28"                           |
| 62                                     | Simon Geschke (GER)                    | Cofidis                                | + 2h 38' 51"                           |
| 63                                     | Lorenzo Rota (ITA)                     | Intermarché–Wanty–Gobert Matériaux     | + 2h 39' 57"                           |
| 64                                     | Kasper Asgreen (DEN)                   | Deceuninck–Quick-Step                  | + 2h 43' 41"                           |
| 65                                     | Brent Van Moer (BEL)                   | Lotto–Soudal                           | + 2h 43' 49"                           |
| 66                                     | Hugo Houle (CAN)                       | Astana–Premier Tech                    | + 2h 44' 39"                           |
| 67                                     | Imanol Erviti (ESP)                    | Movistar Team                          | + 2h 49' 07"                           |
| 68                                     | Michał Kwiatkowski (POL)               | Ineos Grenadiers                       | + 2h 49' 22"                           |
| 69                                     | Brandon McNulty (USA)                  | UAE Team Emirates                      | + 2h 50' 53"                           |
| 70                                     | Oliver Naesen (BEL)                    | AG2R Citroën Team                      | + 2h 52' 25"                           |
| 71                                     | Toms Skujiņš (LAT)                     | Trek–Segafredo                         | + 2h 52' 56"                           |
| 72                                     | Víctor de la Parte (ESP)               | Team TotalEnergies                     | + 2h 54' 28"                           |
| 73                                     | Anthony Turgis (FRA)                   | Team TotalEnergies                     | + 2h 55' 51"                           |
| 74                                     | Alex Aranburu (ESP)                    | Astana–Premier Tech                    | + 2h 56' 44"                           |
| 75                                     | Dorian Godon (FRA)                     | AG2R Citroën Team                      | + 2h 57' 11"                           |
| 76                                     | Mike Teunissen (NED)                   | Team Jumbo–Visma                       | + 2h 58' 25"                           |
| 77                                     | Rui Costa (POR)                        | UAE Team Emirates                      | + 2h 58' 29"                           |
| 78                                     | Fabien Doubey (FRA)                    | Team TotalEnergies                     | + 3h 02' 45"                           |
| 79                                     | Michael Matthews (AUS)                 | Team BikeExchange                      | + 3h 03' 30"                           |
| 80                                     | Georg Zimmermann (GER)                 | Intermarché–Wanty–Gobert Matériaux     | + 3h 05' 48"                           |
| 81                                     | Cyril Gautier (FRA)                    | B&B Hotels p/b KTM                     | + 3h 08' 30"                           |
| 82                                     | Thomas De Gendt (BEL)                  | Lotto–Soudal                           | + 3h 08' 46"                           |
| 83                                     | Bruno Armirail (FRA)                   | Groupama–FDJ                           | + 3h 09' 58"                           |
| 84                                     | Rubén Fernández (ESP)                  | Cofidis                                | + 3h 10' 43"                           |
| 85                                     | Harry Sweeny (AUS)                     | Lotto–Soudal                           | + 3h 10' 52"                           |
| 86                                     | Anthony Perez (FRA)                    | Cofidis                                | + 3h 10' 56"                           |
| 87                                     | Jesús Herrada (ESP)                    | Cofidis                                | + 3h 11' 15"                           |
| 88                                     | Cyril Barthe (FRA)                     | B&B Hotels p/b KTM                     | + 3h 12' 31"                           |
| 89                                     | Connor Swift (GBR)                     | Arkéa–Samsic                           | + 3h 13' 48"                           |
| 90                                     | Jorge Arcas (ESP)                      | Movistar Team                          | + 3h 14' 41"                           |
| 91                                     | Christophe Laporte (FRA)               | Cofidis                                | + 3h 15' 03"                           |
| 92                                     | Pierre-Luc Périchon (FRA)              | Cofidis                                | + 3h 16' 27"                           |
| 93                                     | Maxime Chevalier (FRA)                 | B&B Hotels p/b KTM                     | + 3h 16' 54"                           |
| 94                                     | Iván García Cortina (ESP)              | Movistar Team                          | + 3h 21' 25"                           |
| 95                                     | Jonas Rickaert (BEL)                   | Alpecin–Fenix                          | + 3h 22' 36"                           |
| 96                                     | Fred Wright (GBR)                      | Team Bahrain Victorious                | + 3h 24' 19"                           |
| 97                                     | Greg Van Avermaet (BEL)                | AG2R Citroën Team                      | + 3h 24' 29"                           |
| 98                                     | Marc Hirschi (SUI)                     | UAE Team Emirates                      | + 3h 24' 38"                           |
| 99                                     | Philippe Gilbert (BEL)                 | Lotto–Soudal                           | + 3h 27' 22"                           |
| 100                                    | Luke Durbridge (AUS)                   | Team BikeExchange                      | + 3h 28' 05"                           |
| 101                                    | Carlos Verona (ESP)                    | Movistar Team                          | + 3h 28' 40"                           |
| 102                                    | Luka Mezgec (SLO)                      | Team BikeExchange                      | + 3h 30' 17"                           |
| 103                                    | Stefan Bissegger (SUI)                 | EF Education–Nippo                     | + 3h 31' 35"                           |
| 104                                    | Edward Theuns (BEL)                    | Trek–Segafredo                         | + 3h 33' 31"                           |
| 105                                    | Guillaume Boivin (CAN)                 | Israel Start-Up Nation                 | + 3h 33' 42"                           |
| 106                                    | Kristian Sbaragli (ITA)                | Alpecin–Fenix                          | + 3h 34' 19"                           |
| 107                                    | Benoît Cosnefroy (FRA)                 | AG2R Citroën Team                      | + 3h 34' 54"                           |
| 108                                    | Davide Ballerini (ITA)                 | Deceuninck–Quick-Step                  | + 3h 35' 13"                           |
| 109                                    | Jasper Philipsen (BEL)                 | Alpecin–Fenix                          | + 3h 42' 11"                           |
| 110                                    | Mikkel Bjerg (DEN)                     | UAE Team Emirates                      | + 3h 42' 21"                           |
| 111                                    | Casper Pedersen (DEN)                  | Team DSM                               | + 3h 42' 52"                           |
| 112                                    | Vegard Stake Laengen (NOR)             | UAE Team Emirates                      | + 3h 43' 33"                           |
| 113                                    | Dimitrij Gruzdev (KAZ)                 | Astana–Premier Tech                    | + 3h 44' 49"                           |
| 114                                    | Christopher Juul-Jensen (DEN)          | Team BikeExchange                      | + 3h 45' 07"                           |
| 115                                    | Daniel Oss (ITA)                       | Bora–Hansgrohe                         | + 3h 46' 53"                           |
| 116                                    | Lukas Pöstlberger (AUT)                | Bora–Hansgrohe                         | + 3h 47' 12"                           |
| 117                                    | Boy van Poppel (NED)                   | Intermarché–Wanty–Gobert Matériaux     | + 3h 50' 25"                           |
| 118                                    | Petr Vakoč (CZE)                       | Alpecin–Fenix                          | + 3h 51' 06"                           |
| 119                                    | Ide Schelling (NED)                    | Bora–Hansgrohe                         | + 3h 51' 16"                           |
| 120                                    | Danny van Poppel (NED)                 | Intermarché–Wanty–Gobert Matériaux     | + 3h 52' 53"                           |
| 121                                    | Max Walscheid (GER)                    | Team Qhubeka NextHash                  | + 3h 53' 05"                           |
| 122                                    | Omer Goldstein (ISR)                   | Israel Start-Up Nation                 | + 3h 55' 26"                           |
| 123                                    | Simon Clarke (AUS)                     | Team Qhubeka NextHash                  | + 3h 56' 08"                           |
| 124                                    | Carlos Barbero (ESP)                   | Team Qhubeka NextHash                  | + 4h 00' 20"                           |
| 125                                    | André Greipel (GER)                    | Israel Start-Up Nation                 | + 4h 01' 26"                           |
| 126                                    | Nils Eekhoff (NED)                     | Team DSM                               | + 4h 02' 44"                           |
| 127                                    | Marco Haller (AUT)                     | Team Bahrain Victorious                | + 4h 03' 01"                           |
| 128                                    | Joris Nieuwenhuis (NED)                | Team DSM                               | + 4h 03' 22"                           |
| 129                                    | Julien Simon (FRA)                     | Team TotalEnergies                     | + 4h 05' 49"                           |
| 130                                    | Sean Bennett (USA)                     | Team Qhubeka NextHash                  | + 4h 07' 42"                           |
| 131                                    | Jelle Wallays (BEL)                    | Cofidis                                | + 4h 09' 46"                           |
| 132                                    | Jérémy Cabot (FRA)                     | Team TotalEnergies                     | + 4h 11' 35"                           |
| 133                                    | Chris Froome (GBR)                     | Israel Start-Up Nation                 | + 4h 12' 01"                           |
| 134                                    | Rick Zabel (GER)                       | Israel Start-Up Nation                 | + 4h 13' 07"                           |
| 135                                    | Dries Devenyns (BEL)                   | Deceuninck–Quick-Step                  | + 4h 20' 49"                           |
| 136                                    | Reto Hollenstein (SUI)                 | Israel Start-Up Nation                 | + 4h 24' 19"                           |
| 137                                    | Mads Pedersen (DEN)                    | Trek–Segafredo                         | + 4h 29' 17"                           |
| 138                                    | Michael Mørkøv (DEN)                   | Deceuninck–Quick-Step                  | + 4h 32' 45"                           |
| 139                                    | Mark Cavendish (GBR)                   | Deceuninck–Quick-Step                  | + 4h 34' 14"                           |
| 140                                    | Cees Bol (NED)                         | Team DSM                               | + 4h 36' 39"                           |
| 141                                    | Tim Declercq (BEL)                     | Deceuninck–Quick-Step                  | + 5h 01' 09"                           |

### Zelena majica
| Poz | Kolesar                  | Ekipa                   | Točke |
| --- | ------------------------ | ----------------------- | ----- |
| 1   | Mark Cavendish (GBR)     | Deceuninck–Quick-Step   | 337   |
| 2   | Michael Matthews (AUS)   | Team BikeExchange       | 291   |
| 3   | Sonny Colbrelli (ITA)    | Team Bahrain Victorious | 227   |
| 4   | Jasper Philipsen (BEL)   | Alpecin–Fenix           | 216   |
| 5   | Wout van Aert (BEL)      | Team Jumbo–Visma        | 171   |
| 6   | Matej Mohorič (SLO)      | Team Bahrain Victorious | 163   |
| 7   | Julian Alaphilippe (FRA) | Deceuninck–Quick-Step   | 163   |
| 8   | Tadej Pogačar (SLO)      | UAE Team Emirates       | 154   |
| 9   | Michael Mørkøv (DEN)     | Deceuninck–Quick-Step   | 124   |
| 10  | Jonas Vingegaard (DEN)   | Team Jumbo–Visma        | 103   |

### Pikčasta majica
| Poz | Kolesar                | Ekipa                   | Točke |
| --- | ---------------------- | ----------------------- | ----- |
| 1   | Tadej Pogačar (SLO)    | UAE Team Emirates       | 107   |
| 2   | Wout Poels (NED)       | Team Bahrain Victorious | 88    |
| 3   | Jonas Vingegaard (DEN) | Team Jumbo–Visma        | 82    |
| 4   | Wout van Aert (BEL)    | Team Jumbo–Visma        | 68    |
| 5   | Nairo Quintana (COL)   | Arkéa–Samsic            | 66    |
| 6   | Richard Carapaz (ECU)  | Ineos Grenadiers        | 56    |
| 7   | Ben O'Connor (AUS)     | AG2R Citroën Team       | 44    |
| 8   | Bauke Mollema (NED)    | Trek–Segafredo          | 41    |
| 9   | David Gaudu (FRA)      | Groupama–FDJ            | 41    |
| 10  | Anthony Perez (FRA)    | Cofidis                 | 37    |

### Bela majica
| Poz | Kolesar                      | Ekipa              | Čas          |
| --- | ---------------------------- | ------------------ | ------------ |
| 1   | Tadej Pogačar (SLO)          | UAE Team Emirates  | 82h 56' 36"  |
| 2   | Jonas Vingegaard (DEN)       | Team Jumbo–Visma   | + 5' 20"     |
| 3   | David Gaudu (FRA)            | Groupama–FDJ       | + 21' 50"    |
| 4   | Aurélien Paret-Peintre (FRA) | AG2R Citroën Team  | + 39' 09"    |
| 5   | Sergio Higuita (COL)         | EF Education–Nippo | + 1h 09' 16" |
| 6   | Valentin Madouas (FRA)       | Groupama–FDJ       | + 2h 11' 39" |
| 7   | Neilson Powless (USA)        | EF Education–Nippo | + 2h 13' 33" |
| 8   | Mark Donovan (GBR)           | Team DSM           | + 2h 17' 40" |
| 9   | Jonas Rutsch (GER)           | EF Education–Nippo | + 2h 29' 33" |
| 10  | Brent Van Moer (BEL)         | Lotto–Soudal       | + 2h 43' 49" |

### Ekipna razvrstitev
| Poz. | Ekipa                   | Čas          |
| ---- | ----------------------- | ------------ |
| 1    | Team Bahrain Victorious | 249h 16' 47" |
| 2    | EF Education–Nippo      | + 19' 12"    |
| 3    | Team Jumbo–Visma        | + 1h 11' 35" |
| 4    | Ineos Grenadiers        | + 1h 27' 10" |
| 5    | AG2R Citroën Team       | + 1h 31' 54" |
| 6    | Bora–Hansgrohe          | + 1h 36' 44" |
| 7    | Trek–Segafredo          | + 1h 47' 04" |
| 8    | Astana–Premier Tech     | + 2h 01' 45" |
| 9    | Movistar Team           | + 2h 04' 28" |
| 10   | UAE Team Emirates       | + 2h 38' 08" |